# Mike Inez
Michael "Mike" Inez (nascido em 14 de Maio de 1966, em San Fernando, Califórnia) é um músico estadunidense de rock, conhecido por ser baixista da banda Alice in Chains desde 1993. Inez é descendente de Filipinos.

## Carreira
Começando na guitarra e saxofone,[carece de fontes?] mas desde o fim dos anos 1980 (a maior parte da sua carreira profissional) ele tem sido um baixista em populares bandas de grunge e metal.
Em 1990, mais de 50 músicos estavam sendo testados para a banda de Ozzy Osbourne, e Inez ganhou a posição de baixista. No período de um mês, Inez estava tocando ao vivo no concerto de Osbourne no Wembley Stadium.[carece de fontes?]
Inez estava por perto para o álbum No More Tears em 1991, Inez é creditado por "inspiração" no baixo e também apareceu no álbum ao vivo de Osbourne em 1993, Live and Loud, mas no final de 1993 Inez havia migrado para o seu próximo projeto. Mike Starr baixista do Alice in Chains havia deixado o grupo após o lançamento de Dirt e Inez o substituiu.[carece de fontes?]

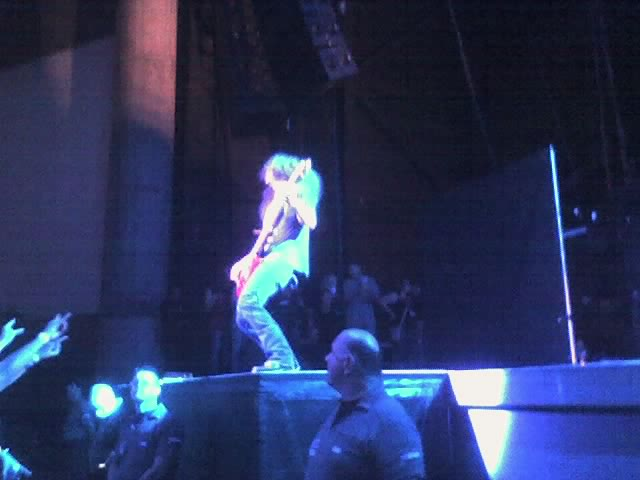
Mike Inez tocando em Tampa, Flórida com o Alice in Chains.

Inez participou de turnês em 1993 com o Alice in Chains em suporte do álbum Dirt, e o grupo participou na edição de 1993 do festival Lollapalooza. O próximo lançamento do AIC, Jar of Flies, estava pronto para lançamento em 1994 com Inez gravando as partes de baixo. (Este álbum estreou no nº1 nas paradas de vendas de álbum, o primeiro EP a fazer isso).[carece de fontes?]
Ele gravou novamente com a banda para o lançamento do álbum Alice in Chains de 1995. Este álbum também estreou no nº1. Inez pode ser visto aparecendo com Alice in Chains no MTV Unplugged, de 1996, um dos poucos concertos ao vivo que o grupo tocou junto em três anos.[carece de fontes?]

## Equipamento
De acordo com a revista Bass Player, Inez usa os seguintes baixos, com as cordas de aço Dean Markley Blue Steel:
- Warwick Streamer Stage I (x2)
- Warwick Alien (baixo acústico)
- Alvarez (baixo acústico)
- Gibson Les Paul
- Fender Telecaster
- Fender Precision
- Warwick Streamer 5 cordas
- Kubicki Factor
- Spector 4 cordas
- Gibson Thunderbird

Mike Inez utiliza 4 cabeçotes Ampeg SVT-2PRO.